# Pseudoanthidium variabile
Pseudoanthidium variabile är en biart som först beskrevs av Pasteels 1980.  Pseudoanthidium variabile ingår i släktet Pseudoanthidium och familjen buksamlarbin. Inga underarter finns listade i Catalogue of Life.